# Yeondeunghoe
Yeondeunghoe  (koreanisch 연등회; deutsch Lotuslaternenfest) ist ein Brauchtum in Südkorea, das gemäß dem koreanischen Mondkalender jährlich im Frühling begangen wird.
Das Fest wurde während der Silla-Dynastie (57 v. Chr. bis 935 n. Chr.) begründet. Ursprünglich war es ein religiöses Ritual zum Geburtstag von Siddhartha Gautama (Ehrennamen: Shakyamuni, Buddha) am achten Tag des vierten Mondmonats (8. April). Inzwischen hat es sich zu einem allgemein gefeierten landesweiten Frühlingsfest entwickelt. „Buddhas Geburtstag“ (Seokka Tanshin-il) ist in Südkorea  heutzutage auch ein gesetzlicher Feiertag.
Während des Festes sind die buddhistischen Klöster mit Lotuslaternen geschmückt, auch in den zu ihnen führenden Straßen hängen unzählige bunte Laternen. Das Fest beginnt mit dem symbolischen Baden eines Abbildes vom neugeborenen Buddha. Diesem Ritual schließt sich ein großer Umzug mit selbstgefertigten Laternen an. Die größte Parade findet in der Hauptstadt Seoul statt (2024: am 11. Mai). Sie führt vom Stadttor Heunginjimun bis zum Tempel Jogyesa. Anschließend widmen sich die Teilnehmer gemeinsamen Freizeitaktivitäten und Spielen. 
Das Entzünden der Lichter soll gute Wünsche der Menschen für sich selbst, ihre Familien, ihre Nachbarschaft und das ganze Land ausdrücken. Es symbolisiert auch die Erleuchtung des Geistes des Einzelnen, der Gemeinschaften und der gesamten Gesellschaft durch Buddhas Weisheit. Das Fest soll eine Zeit der Freude sein, in der soziale Grenzen vorübergehend aufgehoben werden.
Im Jahr 2020 nahm die UNESCO das Lotuslaternenfest in die Repräsentative Liste des immateriellen Kulturerbes der Menschheit auf.